# رنتسو موریجی
رنتسو موریجی (ایتالیایی: Renzo Morigi؛ ‏تلفظ در ایتالیایی: [ˈrɛntso]؛ ‏ ۲۸ فوریهٔ ۱۸۹۵ – ۱۳ آوریل ۱۹۶۲) تیرانداز اهل ایتالیا بود.
وی در مسابقات کشوری و بین‌المللی در مجموع برندهٔ ۱ مدال طلا شده‌است.